# Deroplia affinis
Deroplia affinis är en skalbaggsart som först beskrevs av Leon Fairmaire 1894.  Deroplia affinis ingår i släktet Deroplia och familjen långhorningar.
Artens utbredningsområde är Kenya. Inga underarter finns listade i Catalogue of Life.